# Énergie solaire au Vietnam
L'énergie solaire au Vietnam  a connu de 2019 à 2021 un développement très rapide : la part de l'énergie solaire photovoltaïque dans la production d'électricité est passée de 0,01 % en 2018 à 2 % en 2019, 4,0 % en 2020 et 11,0 % en 2021. Les nouvelles installations se sont élevées à 5,2 GWc en 2019 et 11,1 GWc en 2020 (3e marché mondial en 2020 avec 7,7 % du marché mondial), portant la puissance installée photovoltaïque du pays à 17,4 GWc fin 2021, au 10e rang mondial. Mais cette progression s'est arrêtée en 2022, où la part du solaire dans la production d'électricité est retombée à 10,3 %.

## Potentiel solaire du Vietnam

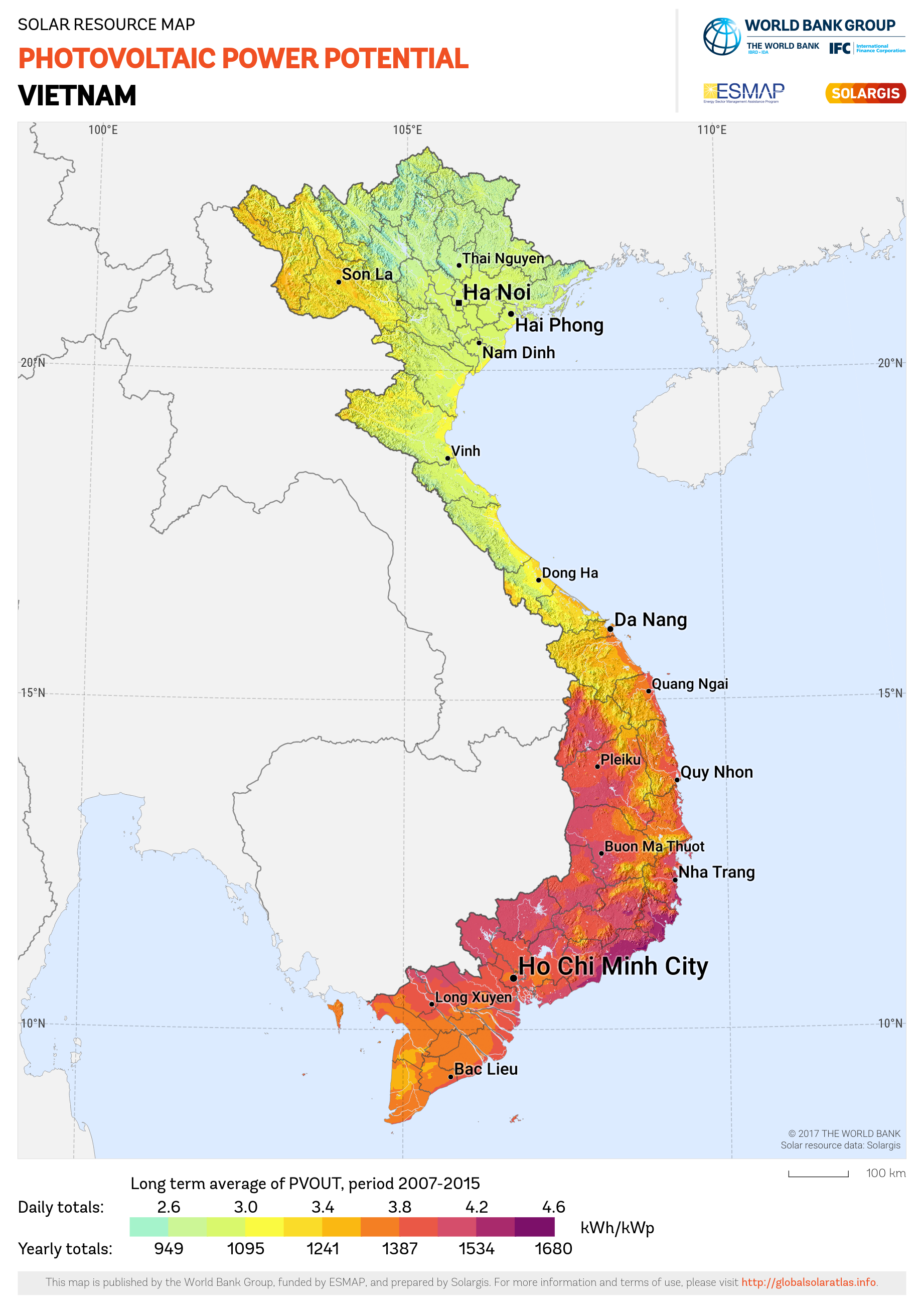
Potentiel photovoltaïque du Vietnam.

Le Vietnam bénéficie d'un important potentiel solaire, en particulier dans sa moitié sud : la région des hauts plateaux du centre a une durée annuelle moyenne d'ensoleillement de 2 000 à 2 600 heures et une intensité d'irradiation solaire de 4,9 à 5,7 kWh/m2/jour ; la région sud a 2 200 à 2 500 heures/an de soleil et 4,3 à 4,9 kWh/m2/jour.

## Solaire photovoltaïque

### Production d'électricité
La production d'électricité de source photovoltaïque au Vietnam atteignait 28,4 TWh en 2022, soit 10,3 % de la production d'électricité du pays.
L'Energy Institute estime cette production à 25,7 TWh en 2023, soit 9,3 % de la production d'électricité du pays. Le Vietnam se plaçait en 2023 au 12e rang mondial pour la production d'électricité photovoltaïque avec 1,6 % du total mondial, derrière la Chine (584,4 TWh, 35,6 %), les États-Unis (14,7 %), l'Inde (6,9 %), le Japon (5,9 %), etc.
| Année | Production (GWh) | Accroissement | Part prod. élec. |
| 2018  | 22               |               | 0,01 %           |
| 2019  | 4 818            | x219          | 2,0 %            |
| 2020  | 9 575            | +99 %         | 4,0 %            |
| 2021  | 27 791           | +190 %        | 11,0 %           |
| 2022  | 28 397           | +2 %          | 10,3 %           |
| 2023  | 25 700           | -0,4 %        | 9,3 %            |

### Puissance installée
Le Vietnam a cessé, à cause de son réseau électrique fragile, d'installer de nouveaux parcs solaires en 2022 et 2023, après deux années de boom en 2019 et 2020.
En 2021, le Vietnam a installé 0,9 GWc, portant sa puissance installée à 17,4 GWc, au 10e rang mondial avec 1,8 % du total mondial, loin derrière la Chine (308,5 GWc), les États-Unis (123 GWc), l'Inde (60,4 GWc) et l'Allemagne (59,2 GWc).
Selon l'Agence internationale de l'énergie, le marché solaire a pris son essor au Vietnam en 2019 avec plus de 5,2 GWc de nouvelles installations, portant la puissance installée solaire totale à 5,3 GWc. Il a connu une véritable explosion en 2020 avec au moins 11,1 GWc de mises en service, surtout des installations en toitures (9,2 GWc), mais aussi des centrales de taille commerciale (1,6 GWc), dont des centrales flottantes. La puissance installée totale atteint ainsi 16,45 GWc. L'objectif de 12 GWc fixé par le gouvernement pour 2030 est déjà dépassé en 2020. Le Vietnam a été le 3e marché mondial en 2020 avec 7,7 % du marché mondial ; il était déjà au 5e rang en 2019. A la fin de 2020, sa puissance installée représente 2,1 % du total mondial, au 8e rang. Sur le segment du solaire diffus (petites installations en toitures), il a été le 2e marché mondial en 2020, derrière la Chine et devant les États-Unis.

### Politique énergétique
Le boom du solaire vietnamien a été impulsé par un généreux tarif d'achat garanti de 93,5 $/MWh sur 20 ans, instauré en 2017, et des exemptions fiscales.
Le 25 juillet 2019, le Ministère de l’Industrie et du Commerce a lancé le « Programme de promotion du solaire sur toitures », qui ambitionne l’installation de 1 GWc de solaire sur toitures d’ici 2025.
En 2020, plus de 100000 projets photovoltaïques ont été installés sur les toits. Selon la Planification de l'électricité VIII, le solaire et l’éolien représenteront 28 % de la production nationale d'ici 2030, 41 % en 2045.

### Principales centrales photovoltaïques

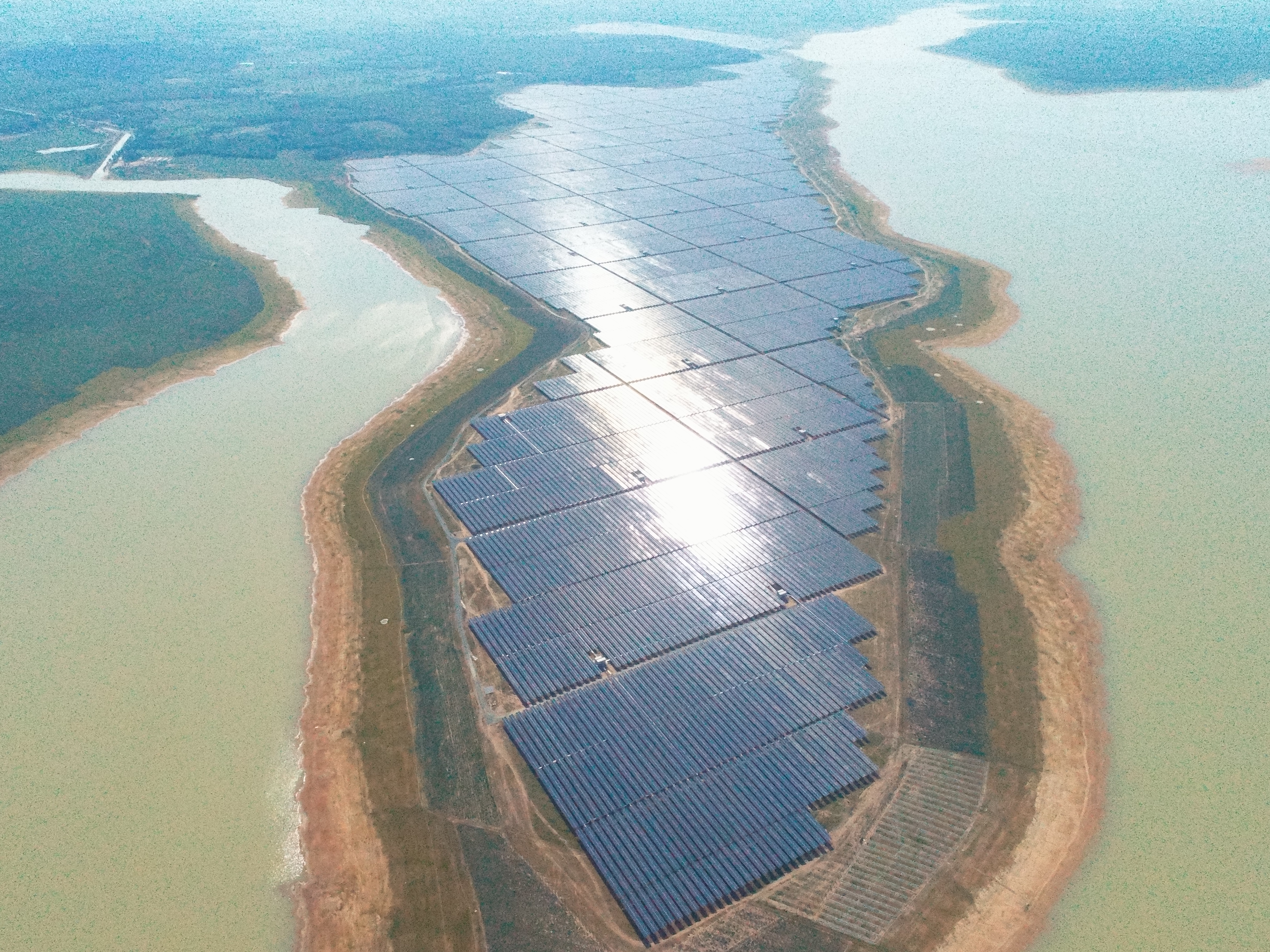
Centrale solaire de Dau Tieng (600 MWc), province de Tây Ninh, 2019.

En septembre 2019 sont inaugurées les phases 1 et 2 de la centrale solaire de Dau Tieng, sur 504 hectares dans la province de Tây Ninh ; leur puissance installée s'élève à 420 MWc. Peu après, Dau Tieng 3 a été mis en service, apportant 150 MWc supplémentaire. Le projet Dau Tieng est le plus grand projet solaire du Vietnam.
Le 12 octobre 2020, le projet solaire de Trung Nam Thuan Nam (450 MWc est inauguré ainsi que la première ligne à 500 kV financée par le privé dans le pays, dans la province de Ninh Thuận,.
Le 15 novembre 2020, la centrale solaire de Xuan Thien Ea Sup (600 MWc) est mise en service par le groupe Xuan Thien dans la province de Đắk Lắk, dans les hautes terres centrales du Vietnam, avec près de 2 millions de panneaux solaires du fabricant chinois LONGi et une ligne à 500 kV de 22,2 km, qui font de cette centrale solaire la plus importante d'Asie du Sud-Est à ce jour. Le groupe Xuan Thien prévoit d'augmenter la puissance de cette centrale pour la faire passer à 2 000 MWc d'ici le début de 2022.
En janvier 2021, Sharp Energy Solutions annonce l’achèvement de la construction d’une centrale solaire de 50 MWc dans la province de Bình Định, la septième installation solaire réalisée par Sharp au Vietnam.
En juillet 2021, un projet d'énergie solaire de 45 MWc a été achevé par Sharp Energy Solutions dans la province de Ninh Thuận.

### Solaire flottant
En 2021, une centrale solaire flottante de 47,5 MWc est installée sur le réservoir de la centrale hydroélectrique de Da Nhim-Ham Thuan-Da Mi, dans la province centrale de Binh Thuan, avec des financements par le Canada et la Banque asiatique de développement. Elle produit de l’électricité pendant la journée ; la centrale hydroélectrique est ainsi moins sollicitée et sa capacité de production peut être utilisée pendant les heures de pointe en soirée.